# Федераты (Древний Рим)
Федераты (лат. foederati, от лат. foedus — союз, договор) — в Древнем Риме:
1. Во времена Республики — общины, связанные с Римом союзом, обычно назывались «союзниками» (лат. socii).
2. Во времена Поздней империи — варварские племена, поступившие на военную службу к римлянам и нёсшие её на границах Римской империи. Получали за службу пограничные земли для поселения и жалованье. Наибольшее значение федераты имели в IV—V веках. Зачастую данные меры были вынужденные, таким образом императоры откупались от варваров, армии которых не могли победить, а заодно ставили их себе на службу. Подобные договоры заключались не между государствами или народами, а лично между правителями, и потому после смерти правителя, заключившего договор, союз обычно прекращал существование. Для эпохи Поздней империи неясно разграничение между foederati — федератами и socii — союзниками. Известно, что последние традиционно служили в римском войске, не являясь гражданами Рима. Различить союзников и федератов в источниках не представляется возможным[1]. Сам термин «федераты» входит в употребление в Риме начиная с V века, однако подобный вид взаимоотношений с варварами существовал и в IV веке. Служба варваров в римской армии и расселение их на римской территории способствовали постепенной варваризации как самой армии (в меньшей степени это касалось офицерского состава[2]), так и римских провинций.